# الغزيلة (عكار)
الغزيلة  هي قرية لبنانية من قرى قضاء عكار في محافظة الشمال, تقع في تجمع للقرى يسمى الدريب الأوسط.